# خوسيه كارلوس سيراو
خوسيه كارلوس سيراو (José Carlos Serrão) (12 أكتوبر 1950 في ساو باولو في البرازيل – )؛ هو لاعب كرة قدم سابق كان يلعب كمهاجم.

## وصلات خارجية
- خوسيه كارلوس سيراو على موقع قاعدة بيانات كرة القدم.إي يو (الإنجليزية)
- خوسيه كارلوس سيراو على موقع Soccerway.com (الإنجليزية)
- خوسيه كارلوس سيراو على موقع عالم كرة القدم.نت (الإنجليزية)
- J.League Data Site (باليابانية)